# Nanolania anatopretia
La nanolania (Nanolania anatopretia) è un anfibio estinto, appartenente ai temnospondili. Visse nel Triassico inferiore (circa 248 milioni di anni fa) e i suoi resti fossili sono stati ritrovati in Australia. 

## Descrizione
Questo animale era di dimensioni minuscole, e il cranio non raggiungeva i 5 centimetri di lunghezza. L'aspetto doveva ricordare vagamente quello di una salamandra dalla testa sproporzionatamente grande rispetto al corpo. Alcune caratteristiche di Nanolania permettono di distinguerlo da animali simili, ad esempio l'assenza di un osso lacrimale, un ramo quadrato dell'osso pterigoide non piegato, e un'incisura otica poco profonda.

## Classificazione
I fossili di Nanolania sono stati rinvenuti nella formazione Arcadia del Rewan Group in Queensland (Australia) e vennero descritti per la prima volta nel 2000 da Yates, che li attribuì con qualche dubbio alla famiglia dei ritidosteidi, un gruppo di anfibi temnospondili tipici del Triassico, notevolmente diversificatisi nel territorio australiano. Successive analisi (Dias da Silva e Marsicano, 2011) hanno confermato questa interpretazione: Nanolania potrebbe essere considerato uno dei ritidosteidi più basali, estraneo al taxon Derwentiinae che raggruppa la maggior parte dei ritidosteidi australiani. 

## Importanza dei fossili
Nanolania anatopretia è il terzo temnospondilo di minuscole dimensioni proveniente dalla formazione Arcadia: gli altri due ono lo stereospondilo basale Lapillopsis nana e alcuni esemplari giovani del capitosauride Warrenisuchus aliciae. Dal momento che di Lapillopsis e Nanolania non si conoscono esemplari più grandi, e che la fauna a temnospondili della formazione Arcadia è ben rappresentata da numerosi fossili, si suppone che queste specie non crescessero ulteriormente. Sembra quindi probabile che una quantità di piccoli temnospondili vivesse accanto a forme più grandi, probabilmente in tutto il mondo, e il fatto che non siano stati scoperti in altri giacimenti potrebbe essere puramente una distorsione dovuta alla difficoltà di conservazione di fossili così piccoli.